# Alífeira
Alífeira är en ort i Grekland.   Den ligger i prefekturen Nomós Ileías och regionen Västra Grekland, i den södra delen av landet, 170 km väster om huvudstaden Aten. Alífeira ligger 617 meter över havet och antalet invånare är 2 008.
Terrängen runt Alífeira är lite bergig. Runt Alífeira är det mycket glesbefolkat, med 4 invånare per kvadratkilometer. Närmaste större samhälle är Zacháro, 19,7 km väster om Alífeira. 